# Jorge Sánchez García
Jorge Victoriano Sánchez García (Florida, 11 novembre 1930 – 11 settembre 1990) è stato un calciatore argentino, di ruolo attaccante e centrocampista.

## Carriera
Sánchez García inizia a giocare con il Boca Juniors con cui esordisce il 23 settembre 1951 nella Primera División argentina. Il 30 novembre seguente segnerà contro il Ferro Carril Oeste la sua prima rete. Con il Boca otterrà il sesto posto in campionato.
Nel 1953 viene ingaggiato dal Tigre con cui torna giocare nella massima serie argentina dalla stagione 1954. Il miglior piazzamento ottenuto con il Tigre fu il sesto posto della Primera División 1955.
Dopo un passaggio all'Independiente si trasferisce in Messico per giocare con l'América e poi con l'Atlante.
Nel 1966 è in Canada per giocare nel Toronto Inter-Roma, sodalizio militante nell'Eastern Canada Professional Soccer League. Con il suo club Sánchez García vince il campionato 1966.
Nel 1967 passa al Toronto Falcons con cui ottiene il quarto posto nella Western Division della NPSL 1967.

## Palmarès
- Eastern Canada Professional Soccer League: 1

Toronto Inter-Roma: 1966